# Polnische Meisterschaften im Skilanglauf 2012
Die Polnischen Meisterschaften im Skilanglauf 2012 fanden vom 21. bis zum 25. März 2012 in Szklarska Poręba statt. Ausgetragen wurden bei den Männern die Distanzen 10 km und 30 km und bei den Frauen 5 km und 15 km. Zudem wurden Sprint und Staffelrennen absolviert. Der Bieg Piastów über 26 km bzw. 50 km am 3. März wurde ebenfalls als Meisterschaftsrennen gewertet. Nach dem Meisterschaften wurde im Körper des Siegers des 30-km-Rennens Mariusz Michałek Budesonid nachgewiesen, woraufhin er vom polnischen Skiverband zwei Jahre gesperrt wurde. Zudem wurden die Meistertitel über 30 km und mit der Staffel vom NKS Trójwieś Beskidzka aberkannt und an die zweitplatzierten Paweł Klisz und den LKS Poroniec Poronin vergeben. Seine Meistertitel über 10 km und 50 km durfte er behalten. Das Sprintrennen gewann der Siedlcer Maciej Staręga. Bei den Frauen siegte Kornelia Marek über 5 km, 15 km und mit der Staffel von KS AZS-AWF Katowice. Zudem wurde Agnieszka Szymańczak Meisterin im Sprint und Marcela Marcisz über 26 km.

## Ergebnisse Herren

### Sprint Freistil
| Platz | Name            | Verein                 |
| ----- | --------------- | ---------------------- |
| 1     | Maciej Staręga  | UKS Rawa Siedlce       |
| 2     | Konrad Motor    | KS AZS-AWF Katowice    |
| 3     | Mateusz Ligocki | NKS Trójwieś Beskidzka |
| 4     | Paweł Klisz     | LKS Klimczok Bystra    |
| 5     | Patryk Chudoba  | LKS Poroniec Poronin   |
| 6     | Andrzej Leśnik  | UKS Regle Kościelisko  |

Datum: 21. März

Es waren 36 Läufer am Start.

### 4 × 10 km Staffel
| Platz | Team                                                                                        | Zeit (std) |
| ----- | ------------------------------------------------------------------------------------------- | ---------- |
| 1     | LKS Poroniec PoroninPatryk Chudoba Maciej Kreczmer Tomasz Ponicki Jan Antolec               | 1:58:36,8  |
| 2     | KS AZS-AWF KatowiceMarcin Rzeszótko Rafał Matuszny Krzysztof Stec Konrad Motor              | 2:02:39,3  |
| 3     | MKS Halicz Ustrzyki DolneArtur Bobrecki Kamil Fundanicz Bartosz Bulanda Piotr Fundanicz     | 2:12:49,1  |
| DSQ   | NKS Trójwieś BeskidzkaSebastian Gazurek Mateusz Ligocki Krzysztof Kukuczka Mariusz Michałek | 1:57:44,5  |

Datum: 25. März

Es waren 7 Teams am Start.

### 10 km klassisch
| Platz | Name               | Verein                 | Zeit (min) |
| ----- | ------------------ | ---------------------- | ---------- |
| 1     | Mariusz Michałek   | NKS Trójwieś Beskidzka | 31:20,3    |
| 2     | Sebastian Gazurek  | NKS Trójwieś Beskidzka | 32:43,2    |
| 3     | Paweł Klisz        | LKS Klimczok Bystra    | 32:56,0    |
| 4     | Jan Antolec        | LKS Poroniec Poronin   | 33:25,8    |
| 5     | Maciej Staręga     | UKS Rawa Siedlce       | 33:26,5    |
| 6     | Patryk Chudoba     | LKS Poroniec Poronin   | 33:30,6    |
| 7     | Marcin Rzeszótko   | KS AZS-AWF Katowice    | 34:07,2    |
| 8     | Andrzej Pradziad   | LKS Poroniec Poronin   | 34:25,9    |
| 9     | Krzysztof Kukuczka | NKS Trójwieś Beskidzka | 34:41,7    |
| 10    | Mateusz Ligocki    | NKS Trójwieś Beskidzka | 34:42,8    |

Datum: 22. März

Es waren 35 Läufer am Start.

### 30 km Freistil Massenstart
| Platz | Name               | Verein                 | Zeit (std) |
| ----- | ------------------ | ---------------------- | ---------- |
| 1     | Paweł Klisz        | LKS Klimczok Bystra    | 1:28:00,8  |
| 2     | Maciej Staręga     | UKS Rawa Siedlce       | 1:29,15,7  |
| 3     | Konrad Motor       | KS AZS-AWF Katowice    | 1:29:58,9  |
| 4     | Jan Antolec        | LKS Poroniec Poronin   | 1:30:14,1  |
| 5     | Sebastian Gazurek  | NKS Trójwieś Beskidzka | 1:30:28,0  |
| 6     | Marcin Rzeszótko   | KS AZS-AWF Katowice    | 1:30:29,0  |
| 7     | Krzysztof Kukuczka | NKS Trójwieś Beskidzka | 1:34:18,0  |
| 8     | Patryk Chudoba     | LKS Poroniec Poronin   | 1:34:18,6  |
| 9     | Krzysztof Stec     | KS AZS-AWF Katowice    | 1:34:59,7  |
| DSQ   | Mariusz Michałek   | NKS Trójwieś Beskidzka | 1:24:02,2  |

Datum: 24. März

Es waren 31 Läufer am Start.

### 50 km klassisch Massenstart
| Platz | Name              | Verein                 | Zeit (std) |
| ----- | ----------------- | ---------------------- | ---------- |
| 1     | Mariusz Michałek  | NKS Trójwieś Beskidzka | 2:13:06    |
| 2     | Maciej Staręga    | UKS Rawa Siedlce       | 2:13:38    |
| 3     | Sebastian Gazurek | NKS Trójwieś Beskidzka | 2:15:49    |
| 4     | Miroslav Janosec  |                        | 2:16:04    |
| 5     | Markus Keplinger  |                        | 2:21:00    |
| 6     | Mateusz Ligocki   | NKS Trójwieś Beskidzka | 2:21:31    |

Datum: 3. März

## Ergebnisse Frauen

### Sprint Freistil
| Platz | Name                 | Verein                    |
| ----- | -------------------- | ------------------------- |
| 1     | Agnieszka Szymańczak | LKS Klimczok Bystra       |
| 2     | Ewelina Marcisz      | MKS Halicz Ustrzyki Dolne |
| 3     | Kornelia Marek       | KS AZS-AWF Katowice       |
| 4     | Marcela Marcisz      | MKS Halicz Ustrzyki Dolne |
| 5     | Justyna Mordarska    | KS AZS-AWF Katowice       |
| 6     | Anna Staręga         | UKS Rawa Siedlce          |

Datum: 21. März

Es waren 30 Läuferinnen am Start.

### 4 × 5 km Staffel
| Platz | Team                                                                                  | Zeit (std) |
| ----- | ------------------------------------------------------------------------------------- | ---------- |
| 1     | KS AZS-AWF KatowiceNatalia Grzebisz Kornelia Marek Anna Słowiok Justyna Mordarska     | 1:07:33,7  |
| 2     | MKS Halicz Ustrzyki DolnePaula Socha Ewelina Marcisz Marcela Marcisz Monika Fundanicz | 1:07:36,1  |
| 3     | LKS Poroniec PoroninPaulina Maciuszek Martyna Galewicz Monika Zarycka Elżbieta Dorula | 1:10:14,2  |

Datum: 24. März

Es waren 7 Teams am Start.

### 5 km klassisch
| Platz | Name                 | Verein                    | Zeit (min) |
| ----- | -------------------- | ------------------------- | ---------- |
| 1     | Kornelia Marek       | KS AZS-AWF Katowice       | 17:35,1    |
| 2     | Agnieszka Szymańczak | LKS Klimczok Bystra       | 17:49,4    |
| 3     | Marcela Marcisz      | MKS Halicz Ustrzyki Dolne | 18:09,1    |
| 4     | Ewelina Marcisz      | MKS Halicz Ustrzyki Dolne | 18:30,7    |
| 5     | Emilia Romanowicz    | UKS Puszcza Supraśl       | 18:59,5    |
| 6     | Martyna Galewicz     | LKS Poroniec Poronin      | 18:59,9    |
| 7     | Justyna Mordarska    | KS AZS-AWF Katowice       | 19:09,2    |
| 8     | Anna Staręga         | UKS Rawa Siedlce          | 19:44,8    |
| 9     | Natalia Grzebisz     | KS AZS-AWF Katowice       | 19:46,3    |
| 10    | Urszula Łętocha      | KS Śnieżka Karpacz        | 19:58,1    |

Datum: 22. März

Es waren 26 Läuferinnen am Start.

### 15 km Freistil Massenstart
| Platz | Name                | Verein                     | Zeit(min) |
| ----- | ------------------- | -------------------------- | --------- |
| 1     | Kornelia Marek      | KS AZS-AWF Katowice        | 47:07,5   |
| 2     | Justyna Mordarska   | KS AZS-AWF Katowice        | 48:06,2   |
| 3     | Magdalena Kozielska | UKS Regle Kościelisko      | 48:17,8   |
| 4     | Marcela Marcisz     | MKS Halicz Ustrzyki Dolne  | 48:23,5   |
| 5     | Martyna Galewicz    | LKS Poroniec Poronin       | 49:06,5   |
| 6     | Marzena Maciulewicz | MUKN Pod Stróżą Miszkowice | 49:39,1   |
| 7     | Anna Staręga        | UKS Rawa Siedlce           | 50:12,1   |
| 8     | Emilia Romanowicz   | UKS Puszcza Supraśl        | 50:34,9   |
| 9     | Natalia Grzebisz    | KS AZS-AWF Katowice        | 51:14,4   |
| 10    | Dominika Hulawy     | MKS Istebna                | 51:20,7   |

Datum: 24. März

Es waren 20 Läuferinnen am Start.

### 26 km klassisch Massenstart
| Platz | Name                | Verein                    | Zeit(std) |
| ----- | ------------------- | ------------------------- | --------- |
| 1     | Marcela Marcisz     | MKS Halicz Ustrzyki Dolne | 1:17:50   |
| 2     | Justyna Mordarska   | KS AZS-AWF Katowice       | 1:18:13   |
| 3     | Emilia Romanowicz   | UKS Puszcza Supraśl       | 1:20:05   |
| 4     | Anna Staręga        | UKS Rawa Siedlce          | 1:20:15   |
| 5     | Natalia Grzebisz    | KS AZS-AWF Katowice       | 1:22:05   |
| 6     | Aleksandra Prekurat |                           | 1:25:44   |

Datum: 3. März